# Lettisch-portugiesische Beziehungen
Die lettisch-portugiesischen Beziehungen umfassen die bilateralen Beziehungen zwischen Lettland und Portugal. Die Länder gingen 1921 diplomatische Beziehungen ein, die nach der Wiederherstellung der Unabhängigkeit Lettlands 1991 wiederbelebt wurden.
Die Beziehungen gelten als freundschaftlich und problemfrei. Der wachsende bilaterale Handel und die kleine lettische Gemeinde in Portugal sind Berührungspunkte, die wichtigsten zwischenstaatlichen Verbindungen bestehen jedoch in der gemeinsamen Arbeit in EU und NATO. Zudem sind Lettland und Portugal Partner u. a. in der Organisation für wirtschaftliche Zusammenarbeit und Entwicklung, im Europarat, in der Organisation für Sicherheit und Zusammenarbeit in Europa und in der Europäischen Weltraumorganisation. Sie gehören beide der Eurozone und dem Schengen-Raum an.
Historisch war die dauerhafte portugiesische Nicht-Anerkennung der Annexion Lettlands durch die Sowjetunion ab 1940 ein wesentlicher Faktor der freundschaftlichen Beziehungen, deren lebendigste Verbindungspunkte sich heute in der Zusammenarbeit in internationalen Gremien und den gemeinsamen NATO-Manövern auch im Baltikum und der Baltischen See der ansonsten noch als wenig intensiv geltenden Beziehungen zeigen.

## Geschichte

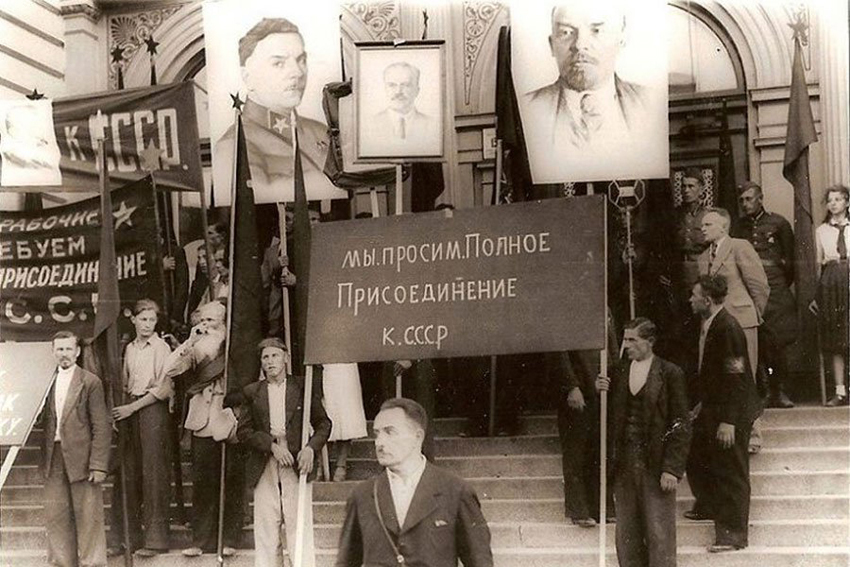
Pro-sowjetische Demonstranten in Liepāja fordern 1940 den Anschluss an die Sowjetunion: das antikommunistische und semi-faschistische Estado Novo-Regime in Portugal erkannte die Eingliederung Lettlands in die UdSSR bis zu ihrem Ende 1991 nicht an

Lettland wurde 1918 erstmals unabhängig. Die 1910 ausgerufene Portugiesische Republik erkannte die Republik Lettland am 3. Februar 1921 de facto und de jure an, nach der Aufnahme Lettlands im Völkerbund im gleichen Jahr.
Am 15. Dezember 1929 schlossen Lettland und Portugal ein bilaterales Handelsabkommen.
Nach der Okkupation Lettlands 1940 durch die Sowjetunion wurden die zwischenstaatlichen Beziehungen offiziell durch die portugiesisch-sowjetischen Beziehungen abgelöst. Das semifaschistische, stark antikommunistisch ausgerichtete Regime unter Salazar  erkannte diese Annexion jedoch nicht an. Auch nach der Nelkenrevolution 1974 und dem folgenden Ende seines antikommunistischen Estado Novo-Regimes erkannte Portugal die Zugehörigkeit Lettlands zur Sowjetunion zu keinem Zeitpunkt offiziell an.
Nach dem Zerfall der Sowjetunion 1991 erlangte Lettland im gleichen Jahr seine vollständige Unabhängigkeit zurück. Da Portugal die Zugehörigkeit Lettlands zur Sowjetunion nie offiziell anerkannt hatte, brauchte es auch die erneute lettische Unabhängigkeit nicht offiziell anzuerkennen. Am 19. Mai 1993 doppelakkreditierte sich Vasco Taveira da Cunha Valente, Portugals Botschafter in Schweden, als erster portugiesischer Botschafter in Lettland.

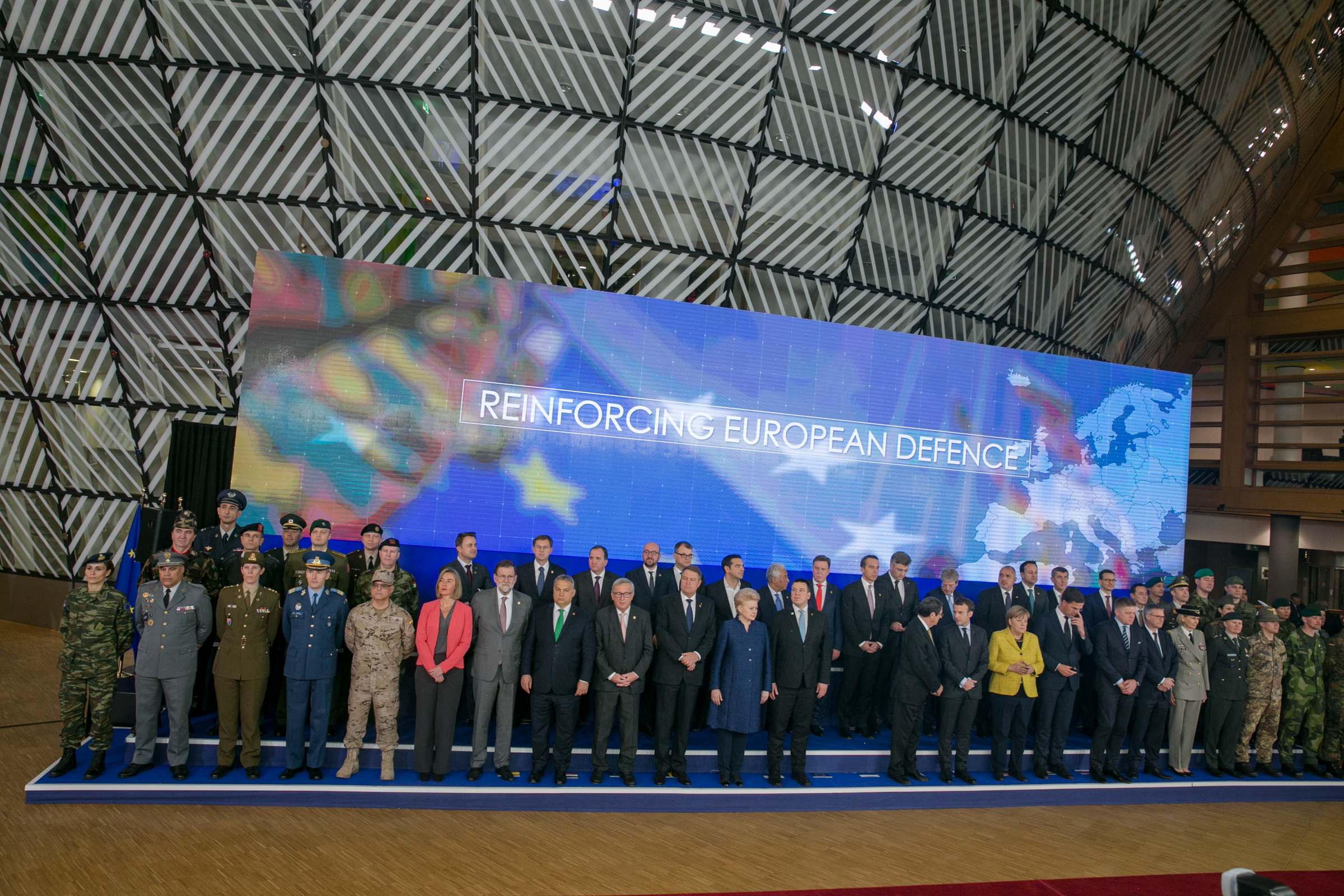
EU-Treffen 2017 in Estland: insbesondere seit dem Beitritt Lettlands zur EU 2004 sind Lettland und Portugal Partner in einer Vielzahl multilateraler Organisationen

Im Zuge der folgenden Annäherung Lettlands an die EU, der Portugal seit 1986 angehört, und an das westliche Verteidigungsbündnis NATO, das Portugal 1949 mitbegründete, näherten sich auch Portugal und Lettland weiter an. Sie vereinbarten am 27. September 1995 ein gegenseitiges Investitionsschutzabkommen, dass am 17. Juli 1997 dann abgeschlossen wurde. Am 20. Mai 1999 folgte ein Straßenverkehrsabkommen für Personen und Waren.
Am 17. Oktober 2000 unterzeichneten beide Länder in Lissabon ein Kooperationsabkommen in den Bereichen Bildung, Kultur, Wissenschaft und Technologie, dem am 19. Juni 2001 in Riga eine Absichtserklärung für ein Abkommen zur Vermeidung von Doppelbesteuerung und zur Verhinderung von Steuerflucht folgte.
2001 eröffnete Portugal eine eigene Botschaft in Riga.
Am 7. März 2003 unterzeichneten beide Länder das vereinbarte Doppelbesteuerungs- und Steuerfluchtvermeidungsabkommen.
Im Jahr 2004 trat Lettland der EU bei, der Portugal seit 1986 angehört. Seither nahmen die bilateralen Beziehungen an Intensität zu. Im gleichen Jahr erfolgte der Beitritt Lettlands zur NATO, die Portugal 1949 mitbegründet hatte. Die eindeutige westliche Einbindung Lettlands war damit vollzogen.
Ein bilaterales Abkommen über den Schutz geheimdienstlicher Erkenntnisse schlossen die beiden Länder am 24. Januar 2007 in Lissabon.
Im Zuge der rigiden und umfassenden Sparpolitik in Portugal nach der Eurokrise, die das Land ab 2010 in eine tiefe Wirtschaftskrise stürzte, schloss Portugal 2012 seine Botschaft in Lettland wieder, das seither erneut zum Amtsbezirk des portugiesischen Botschafters in Schweden gehört.
2014 führte Lettland den Euro ein, somit teilt es nun mit Portugal (Gründungsteilnehmer 1999) die gleiche Währung.
2016 schloss auch Lettland seine Botschaft in Portugal wieder. Die bilateralen Beziehungen blieben dessen ungeachtet weiter gut, was regelmäßige Staatsbesuche insbesondere auf Staatssekretärsebene zeigen.

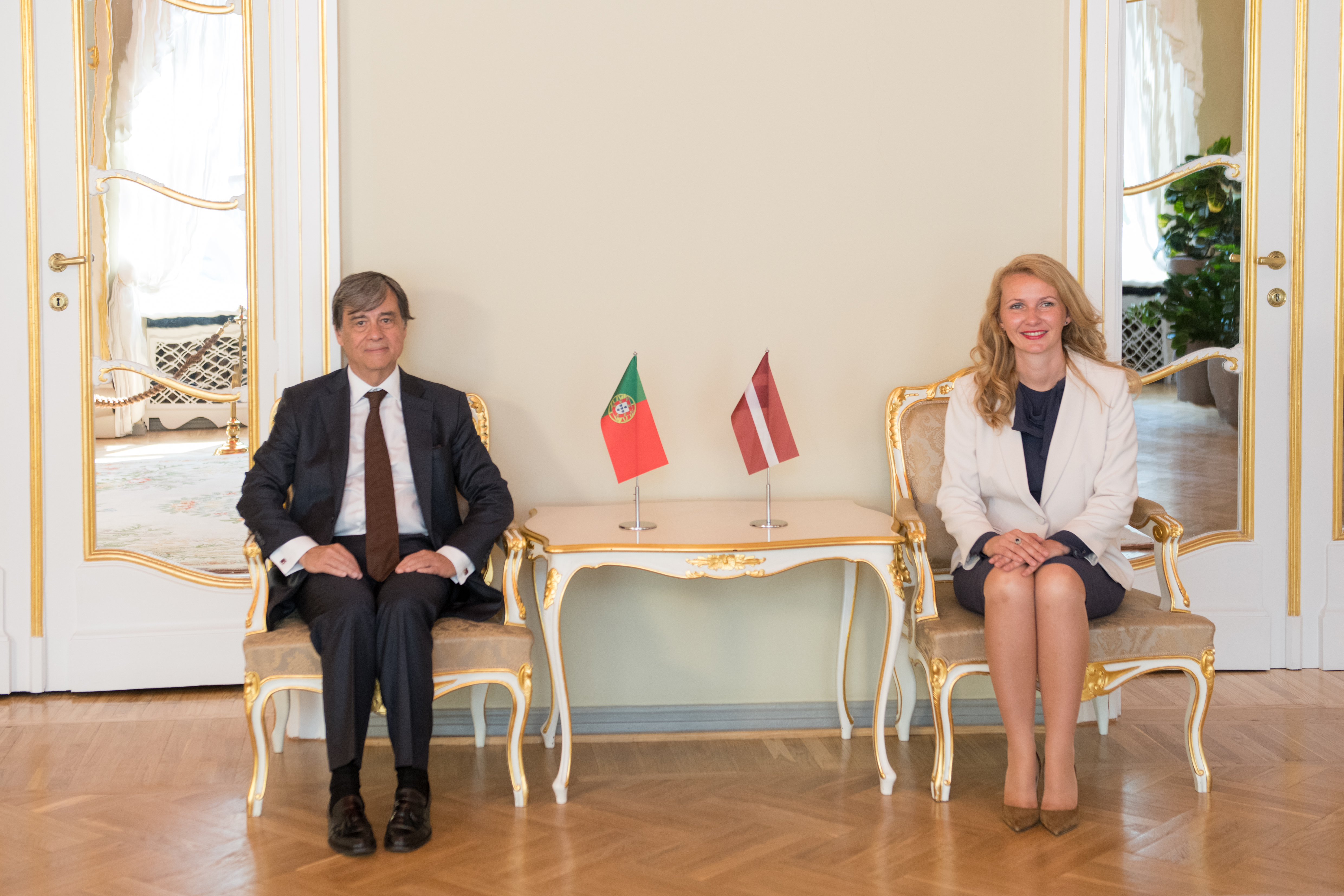
Lettlands Parlamentssprecherin Inese Lībiņa-Egnere empfängt den Botschafter Portugals, Henrique Silveira Borges: die diplomatischen Beziehungen zwischen Lettland und Portugal gelten als freundschaftlich und problemfrei

## Diplomatie
Lettland unterhält seit 2016 keine eigene Botschaft mehr in Portugal, zuständig ist seither das lettische Außenministerium direkt. In Porto und in Ponta Delgada auf den Azoreninseln bestehen lettische Honorarkonsulate.
Portugal unterhält seit 2012 ebenfalls keine eigene Botschaft mehr in Lettland, das seither zum Amtsbezirk des portugiesischen Botschafters in der schwedischen Hauptstadt Stockholm gehört. Auch Konsulate führt Portugal in Lettland nicht (Stand 2018).

## Städtepartnerschaften
Nach dem EU-Beitritt Lettlands 2004 sind je drei Kommunen beider Länder Städte- und Gemeindefreundschaften eingegangen (Stand 2011).

## Migration
443 Letten waren im Jahr 2018 in Portugal gemeldet, die meisten im Großraum Lissabon (166) und an der Algarve (64). Die Summe ihrer Rücküberweisung betrug 390.000 Euro.
2011 waren 58 portugiesische Staatsbürger in Lettland registriert. Sie überwiesen 450.000 Euro zurück (2018: 90.000 Euro).

## Wirtschaft

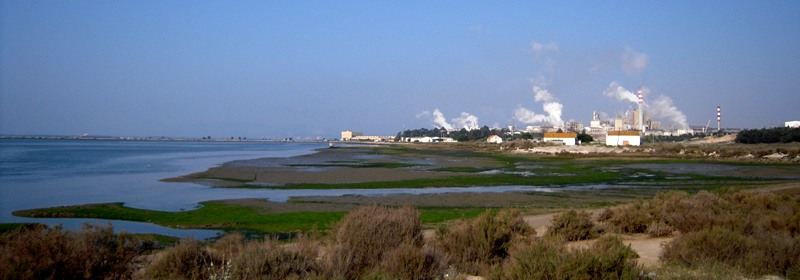
Papierfabrik der Portucel Soporcel in Setúbal: Papier und Zellstoff sind die bedeutendsten Exportartikel Portugals nach Lettland

Die portugiesische Außenhandelskammer AICEP hat keine Niederlassung in Lettland, zuständig ist das AICEP-Kontaktbüro an der portugiesischen Botschaft in Schweden.
Im Jahr 2016 waren 769 portugiesische Unternehmen im Handel mit Lettland tätig.
Im Jahr 2016 führte Lettland Waren und Dienstleistungen im Wert von 38,7 Mio. Euro aus Portugal ein (2015: 34,7 Mio., 2014: 30,8 Mio., 2013: 30,7 Mio., 2012: 19,1 Mio.). Der Warenanteil betrug 20,6 Mio. Euro, davon 27,2 % Papier und Zellulose, 13,7 % Maschinen und Geräte, 8,5 % Lebensmittel, 6,8 % chemisch-pharmazeutische Produkte, 6,3 % Fahrzeuge und Fahrzeugteile, und 5,9 % textile Stoffe. Der Anteil von rund 18 Mio. Euro Dienstleistungen rührt gut zur Hälfte aus den Ausgaben lettischer Touristen in Portugal.
Im gleichen Zeitraum importierte Portugal aus Lettland Waren und Dienstleistungen im Wert von 16,1 Mio. Euro (2015: 17,2 Mio., 2014: 12,9 Mio., 2013: 7,8 Mio., 2012: 18,4 Mio.). Der Anteil der Güter belief sich auf 12,3 Mio. Euro, davon 32,9 % landwirtschaftliche Erzeugnisse, 18,9 % Maschinen und Geräte, 17,3 % Holz und Kork, 7,6 % chemisch-pharmazeutische Produkte, 5,5 % Minerale und Erze, und 5,4 % Lebensmittel.
Damit stand Lettland im Waren-Außenhandel Portugals an 80. Stelle als Abnehmer und an 90. Stelle als Lieferant. Im lettischen Waren-Außenhandel stand Portugal an 45. Stelle als Abnehmer und an 34. Stelle als Lieferant.

## Kultur

### Institutionen
Weder ist das staatliche portugiesische Kulturinstitut Instituto Camões in Lettland noch das lettische Pendant Latvijas Institūts in Portugal vertreten. Ein Kulturaustausch findet auf allen Ebenen dennoch statt, über Initiativen privater und öffentlicher Institutionen und Vereinigungen.
Portugiesische Hochschulen sind bei lettischen Studenten innerhalb des Erasmus-Programms beliebt.

### Musik
Die lettische Sängerin Jolanta Gulbe Paškeviča hat auch Bossa-Nova- und insbesondere Fado-Stücke in ihrem Repertoire, was nur sehr selten bei nicht-portugiesischsprachigen Musikern vorkommt.
Lettland konnte 2002 den Eurovision Song Contest erstmals gewinnen, nachdem es überhaupt nur teilnahm, weil es für Portugal aufgerückt war, das sich in dem Jahr freiwillig zurückgezogen hatte.

## Sport

### Fußball

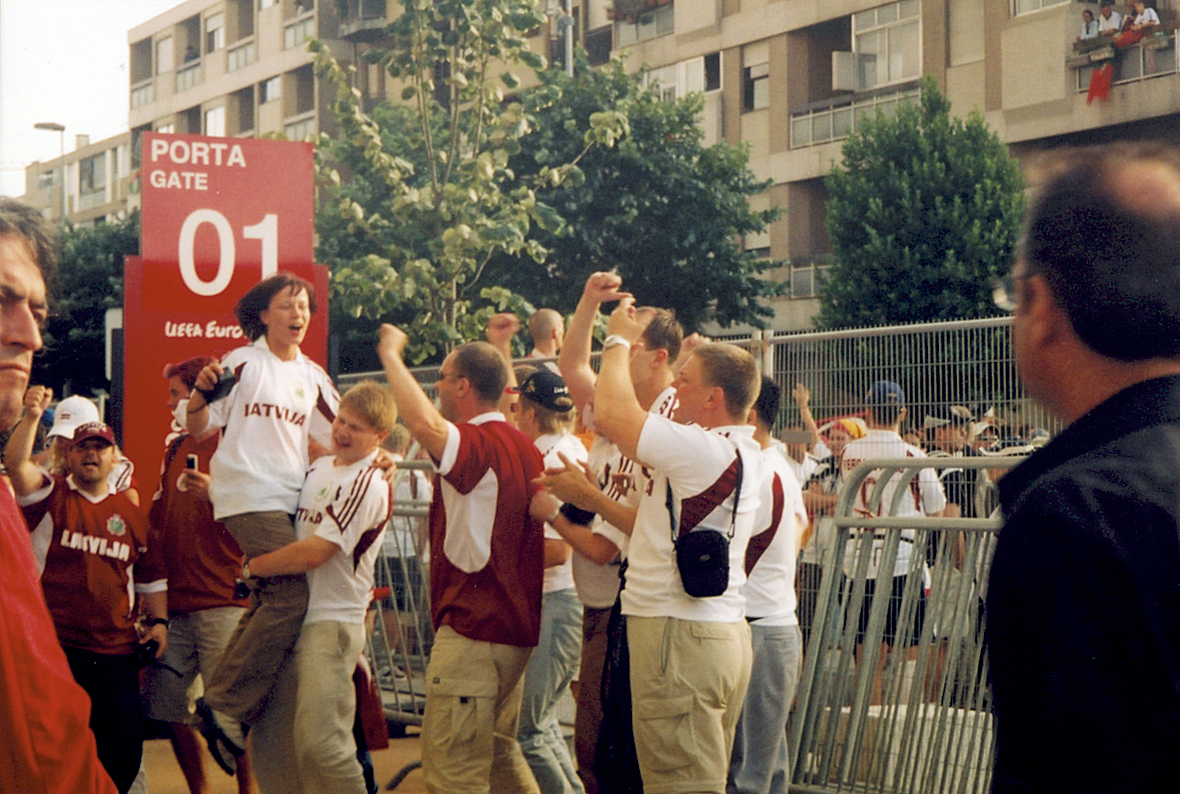
Lettische Fußballfans bei der EM 2004 in Portugal, vor dem Spiel Lettland gegen Deutschland am 19. Juni 2004 in Porto

Die Lettische Fußballnationalmannschaft und die Portugiesische Nationalelf der Männer spielten bisher sechs Mal gegeneinander. Erstmals trafen sie am 9. Oktober 1994 in Riga aufeinander, das Qualifikationsspiel zur EM 1996 endete 3:1 für Portugal. Auch alle folgenden Begegnungen konnte Portugal für sich entscheiden (Stand Januar 2023).
Die Lettische Fußballnationalmannschaft der Frauen und die Portugiesische Frauen-Nationalmannschaft trafen bisher noch nicht aufeinander. Beim portugiesischen Algarve-Cup waren die Lettinnen bislang noch nicht vertreten (Stand Januar 2023).

### Handball
Die Lettische Männer-Handballnationalmannschaft und die Nationalmannschaft Portugals trafen bereits mehrfach aufeinander, etwa in der Qualifikationsgruppe 5 zur WM 2015. Portugal gewann zwar Hin- und Rückspiel gegen Lettland, konnte sich als Gruppenzweiter am Ende jedoch ebenso wenig qualifizieren, wie Lettland als Dritter.
Auch in der Qualifikation zur WM 2011 waren die beiden bereits aufeinander getroffen. Auch dabei gewann Portugal seine beiden Spiele gegen Lettland, das als Gruppendritter am Ende ausschied. Als Gruppenerster kam Portugal in die Play-Offs, unterlag dort aber und trat nicht bei der WM an.

### Andere
Romāns Vainšteins gewann 1998 als erster Lette das portugiesische Radrennen Grande Prémio Jornal de Notícias.